# Municipio de Borován
El municipio de Borován (en búlgaro: Община Борован) es un municipio búlgaro perteneciente a la provincia de Vratsa.
En 2011 tiene 5114 habitantes, el 92,16% búlgaros y el 7,02% gitanos. La mitad de la población vive en la capital municipal Borován.
Se ubica en el centro de la provincia. En la capital municipal se cruzan la carretera 15 que une Vratsa con Oriájovo y la carretera 13 que une Montana con Pleven.

## Localidades
Además de la capital municipal Borován, en el municipio hay otras cuatro localidades:
- Dobrolevo
- Málorad
- Nivianin
- Sirákovo